# Ali Bedrici
Ali Bedrici, né en 1951 à Ouadhia dans la wilaya de Tizi Ouzou, est un wali en Algérie.

## Itinéraire
| N° | Fonction          | Début             | Fin               |
| -- | ----------------- | ----------------- | ----------------- |
| 01 | Wali d'El Oued    | 2 novembre 1993   | 12 juillet 1997   |
| 02 | Wali d'Oran       | 12 juillet 1997   | 22 août 1999      |
| 03 | Wali de Boumerdès | 22 août 1999      | 7 mai 2008        |
| 04 | Wali de Béjaïa    | 7 mai 2008        | 30 septembre 2010 |
| 05 | Wali de Jijel     | 30 septembre 2010 | 22 juillet 2015   |

Ali Bedrici est également écrivain. Il a publié successivement:
- Fleurs de feu, poésie. Editions Alpha, 2011.
- Carnet d'émotions, Nouvelles. Editions Alpha, 2011.
- Les Exilés de l'amour, Roman. Editions Alpha, 2012.
- L'Esprit dans les étoiles, poésie. Editions Edilivre, 2014.
- Cherifa ou le Serment des hommes libres, Roman. Editions Casbah, 2016.